# Jean-Marc Rebière (haut-fonctionnaire)
Pour les articles homonymes, voir Rebière.
Ne pas confondre avec le cycliste Jean-Marc Rebière.
Jean-Marc Rebière, né le 5 novembre 1948 à Périgueux, est un haut-fonctionnaire français. Il a notamment occupé différentes fonctions de préfet.

## Biographie
Jean-Marc Rebière est d'abord instituteur avant d'intégrer l'ENA (promotion Guernica).
Il devient préfet de Haute-Corse en mai 1992 quelques jours après la catastrophe de Furiani. Puis en juillet 1995 préfet de l'Aisne. En 1998, il est préfet du Finistère : il est chargé de la gestion du naufrage de l'Erika.
Il a ensuite été préfet du Bas-Rhin, du Doubs et des Hauts-de-Seine.
Il fait valoir ses droits à la retraite en 2014.

## Décorations
- Officier de la Légion d'honneur
- Commandeur de l'ordre national du Mérite
- Chevalier de l'ordre du Mérite agricole (1981)[6]